# Stanislaus Hafner
Stanislaus Hafner (* 13. Dezember 1916 in Sankt Veit an der Glan; † 9. Dezember 2006 in Graz) war ein österreichischer Slawist.

## Leben
Er studierte Slawistik in Wien, Graz und Belgrad und promovierte 1941 in Graz. Seit dem 1. Oktober 1939 war er Auslandslektor der Deutschen Akademie (1925) in Laibach. Er lehrte ab 1963 an der dortigen Universität, wurde 1964 außerordentlicher Professor und von 1967 bis 1987 ordentlicher Professor für Slawistik an der Universität Graz. 1981 wurde er korrespondierendes Mitglied der SAZU und korrespondierendes Mitglied der österreichischen und serbischen Akademie.
Im Auftrag des Präsidenten der Republik Slowenien, M. Kučan, wurde Hafner am 10. Oktober 2001 für seine Arbeit und Verdienste in wissenschaftlichen, pädagogischen und anderen Arbeiten auf dem Gebiet der slawischen Studien in Österreich das Ehrenabzeichen der Freiheit der Republik Slowenien verliehen. Er starb vier Tage vor seinem 90. Geburtstag in Graz.

## Schriften (Auswahl)
- (Hg.): Stefan Nemanja nach den Viten des Hl. Sava und Stefans des Erstgekrönten. Graz 1962, OCLC 830805483.
- Studien zur altserbischen dynastischen Historiographie. München 1964, OCLC 1039745738.
- mit Radoslav Katičić: Vuk Stefanović Karadžić 1787–1864. Dokumentation des Festaktes der Akademie der Wissenschaften aus Anlass des 200. Geburtstages. Wien 1989, ISBN 3-7001-1639-X.
- mit Erich Prunč (Hg.): Thesaurus der slowenischen Volkssprache in Kärnten. seit 1982.